# 館林市立第七小学校
館林市立第六小学校（たてばやししりつ だいななしょうがっこう）は、群馬県館林市に所在する公立小学校。

## 学区
- 上三林町[2]
- 下三林町
- 入ケ谷町
- 野辺町